# Припутень Дмитро Сергійович
Дмитро Сергійович Припутень (нар. 23 травня 1986, Дніпро) — український фінансист, політик. Народний депутат України 9-го скликання.

## Життєпис
Вчився в дніпровській школі 122. Закінчив факультет кримінальної міліції Дніпропетровського державного університету внутрішніх справ (спеціальність «Правоохоронна діяльність»), факультет економіки підприємств Придніпровської державної академії будівництва та архітектури. Доцент кафедри загально-правових дисциплін Дніпропетровського державного університету внутрішніх справ України.
Припутень є фінансовим директором ТОВ «Магрок».
Він був старшим викладачем кафедри адміністративного права, процесу та адміністративної діяльності у Дніпропетровському державному університеті внутрішніх справ України.
Проходив службу в органах внутрішніх справ.

## Політична діяльність
Кандидат у народні депутати від партії «Слуга народу» на парламентських виборах 2019 року, № 101 у списку. На час виборів: доцент кафедри загально-правових дисциплін Дніпропетровського державного університету внутрішніх справ України, безпартійний. Проживає в Дніпрі.
Член Комітету Верховної Ради з питань енергетики та житлово-комунальних послуг, голова підкомітету з питань нафтової, нафтотранспортної галузі та нафтопродуктозабезпечення.
Співголова групи з міжпарламентських зв'язків з Республікою Корея.
Група нардепів, до якої входив Дмитро Припутень, зареєструвала законопроєкт про штрафи на образу правоохоронців. Згідно з ним, публічна образа поліцейського при виконанні службових обов’язків тягне за собою накладення штрафу від двадцяти до сорока неоподатковуваних мінімумів доходів громадян або громадські роботи на строк від двадцяти до тридцяти годин. Тобто громадянин який вилаяв поліцейського може отримати штраф 340-680 грн або громадські роботи, до 4-х годин на день у позаробочий час.